# Acorn Electron
Acorn Electron var en billigare hemdatorversion av det engelska datorföretaget Acorns BBC-dator. Datorn byggdes för att slå sig in på samma billighetsmarknad som ZX Spectrum och Oric men lyckades aldrig lika väl.

## Skillnader mot BBC
Om man bortser från den mycket mindre formfaktorn och expansionsmöjligheterna är det mycket litet som skiljer Electron från storebror BBC. Electron har lika mycket minne och kör samma Basic som BBC. Precis som i Sinclairs Spectrum har man koncentrerat alla datorns funktioner till en ULA (programmerbar logikkrets). I stort sett alla skärmlägen från BBC finns implementerade, bortsett från det mycket minnessnåla och snabba text-tv-läget. BBC-datorns ljudchip har också ersatts med en monofonisk så kallad "pipmoj".

## Position på marknaden
Electron byggdes med siktet inställt på julhandeln 1983, ett guldår för datorbranschen. Dessvärre hann man inte tillverka maskinen i tillräckligt stora volymer i tid, så de flesta konsumenter köpte istället en Spectrum om det gick, eller en dator från något annat fabrikat. Trots det initiala misslyckandet lyckades Acorn sälja en hel del Electron under det följande året, ända tills maskinen lades ned 1985. Vid det laget var användarantalet i Storbritannien så stort att maskinen var intressant för spelutvecklare ett långt tag framöver, så pass intressant att antalet spel till Electron överstiger det till BBC-datorn. Enformatstidningen Electron User lyckades också överleva ända till 1990 tack vare alla kvarvarande Acornanvändare. Minst 500 spel släpptes till Electron under dess kommersiella livstid, trots att den saknade typiska spelfunktioner som joystick, spritar och scrollning.

## Specifikationer
- CPU: 6502A
- Klockfrekvens: Varierar mellan 2 MHz vid ROM-åtkomst och mellan 1 och 0,5897 MHz beroende på grafikläge p.g.a. att grafikkretsen också behöver komma åt samma arbetsminne.
- Hjälpkretsar: Specialbyggd ULA
- RAM: 32 KiB
- ROM: 32 KiB
- Textlägen: 20×32, 40×25, 40×32, 80×25, 80×32 (helt mjukvarustyrt)
- Grafiklägen: 160×256 (4 el. 16 färger), 320×256 (2 el. 4 färger), 640×256 (2 färger), 320×200 (2 färger med två linjers mellanrum mellan var åttonde linje), 640×200 (2 färger — se föregående)
- Färger: 8 färger (TTL-kombinationer av RGB-grundfärger) + 8 blinkande motsvarigheter
- Ljud: 1 kanal, 7 oktaver, inbyggd högtalare. Mjukvaruemulerat vitt brus.
- Storlek: 16×34×6,5 cm
- In/utgångar: Expansionsport, bandspelare (1200 baud enligt Kansas City Standard), antennutgång, RGB-skärm.
- Strömmatning: Extern transformator, 18 volt.